# كاوة وسطي (مقاطعة دلفان)
كاوة وسطي (بالفارسية: کاوه وسطی) هي قرية تقع في قسم كاكاوند الشرقي الريفي (مقاطعة دلفان) في إيران. يقدر عدد سكانها بـ 12 نسمة بحسب إحصاء 2016.